# David Friedrich Weinland
 (juillet 2024).
Si vous disposez d'ouvrages ou d'articles de référence ou si vous connaissez des sites web de qualité traitant du thème abordé ici, merci de compléter l'article en donnant les références utiles à sa vérifiabilité et en les liant à la section « Notes et références ».
David Friedrich Weinland est un zoologiste et romancier allemand, né à Grabenstetten (royaume de Wurtemberg) le 30 août 1829 et mort le 16 septembre 1915. Il est l'auteur de Rulaman, roman de fiction préhistorique.